# Ascogaster erroli
Ascogaster erroli är en stekelart som beskrevs av Walker och Trevor Huddleston 1987. Ascogaster erroli ingår i släktet Ascogaster och familjen bracksteklar. Inga underarter finns listade.